# Sunayani Devi

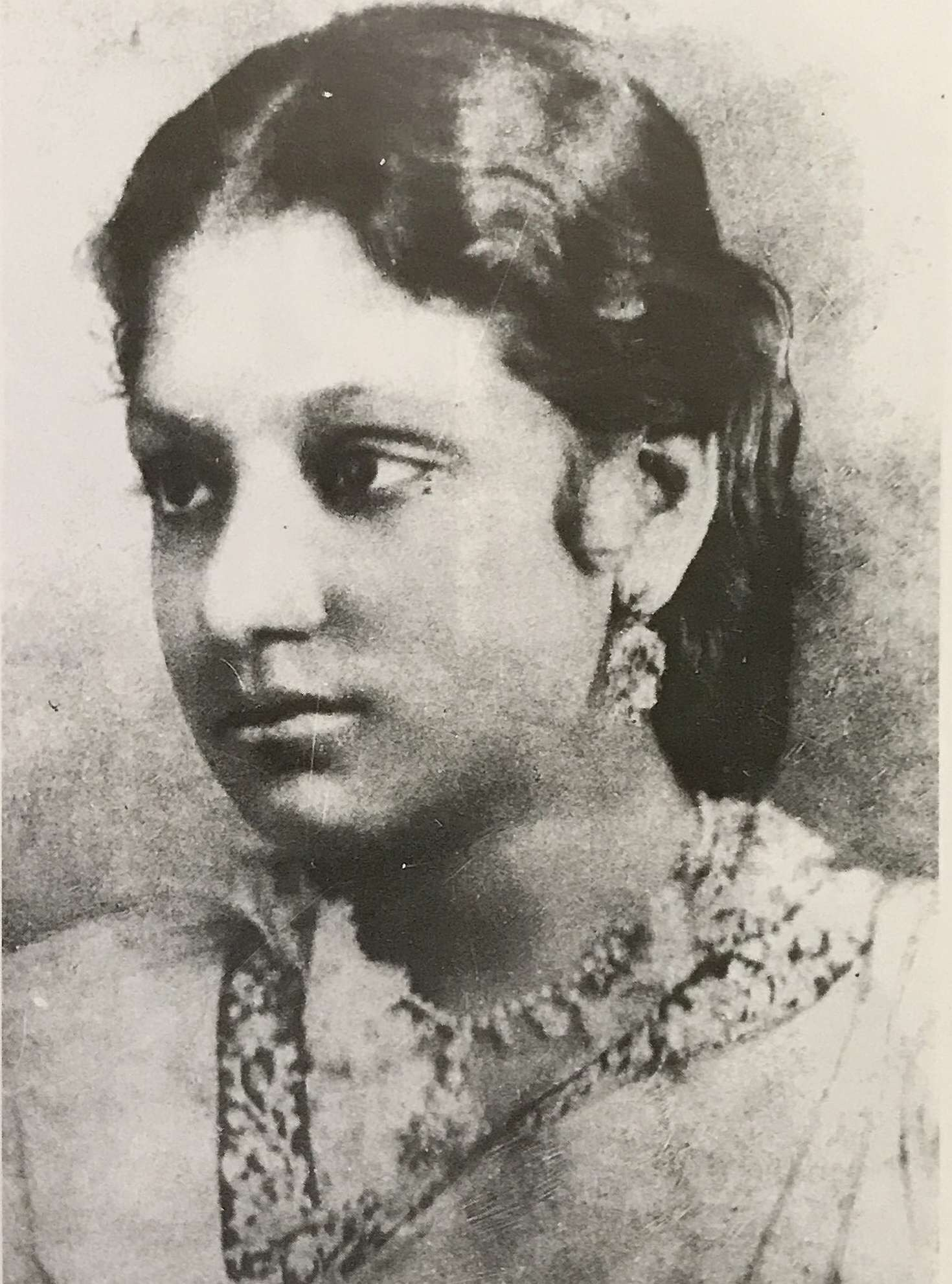
Sunayani Devi, vor 1924

Sunayani Devi (bengalisch সুনয়নী দেবী, eigentlich Sunayani Chattopadhyay; * 18. Juni 1875 in Kalkutta; † 23. Februar 1962) war eine indische Malerin der Moderne. Einige Kritiker bezeichneten ihre Arbeiten als den „Inbegriff des indischen Primitivismus“.

## Leben
Sunayani Devi wurde 1875 als Tochter von Gunendranath Tagore in die bedeutende bengalische Familie Tagore geboren. Ihre älteren Brüder Abanindranath Tagore und Gaganendranath Tagore zählten zu den bekannten Vertretern der bengalischen Schule und des Kubismus. Ihr Onkel war der spätere Literaturnobelpreisträger Rabindranath Tagore. Sie wuchs in Jorasanko, einem Stadtteil von Kalkutta und Zentrum der bengalischen Renaissance, auf und wurde mit elf Jahren mit Rajanimohan Chattopadhyaya verheiratet, einem Enkel des bengalischen Reformers Ram Mohan Roy.
Trotz ihrer Herkunft aus einer privilegierten und künstlerisch einflussreichen Familie erhielt Devi außer dem üblichen Kunst- und Musikunterricht keine formale Kunstausbildung, sondern gilt als Autodidaktin, die sich Techniken von ihren Brüdern „abschaute“. Dazu gehörte etwa die japanische Sumi-e-Technik. Obwohl sie von ihrem Ehemann zu ihrer Malerei ermutigt und auch gefördert wurde, war sie in erster Linie Hausfrau und Mutter, was sie einerseits etwa in ihrer Motivwahl beeinflusste, ihrer künstlerischen Laufbahn oder ihrem Selbstbewusstsein jedoch nicht unbedingt zuträglich war. Ihre eigentliche künstlerische Betätigung begann erst recht spät nach ihrem dreißigsten Lebensjahr und erstreckte sich über einen Zeitraum von fünfzehn Jahren. Es wird vermutet, dass sie auch durch die wiederauflebende Swadeshi-Bewegung für die Befreiung Indiens angeregt wurde.
Ab 1915 nahm sie regelmäßig an Ausstellungen der Indian Society of Oriental Art teil, die u. a. in Kalkutta, Allahabad, London oder den USA stattfanden. 1927 wurden ihre Arbeiten in einer Ausstellung des Women’s International Art Club ausgestellt. Nach dem Tod ihres Mannes 1934 beendete sie ihre künstlerische Tätigkeit. Ein Kritiker hatte bereits ab 1927 einen nachlassenden „Enthusiasmus“ angemerkt, was auch auf ihre Doppelbelastung zurückgeführt wurde. Ihr letzter öffentlicher Auftritt in der Welt der Kunst war eine 1935 von Bewunderern ihrer Arbeit organisierten Ausstellung in ihrem Haus. In den 1940ern zog sie sich völlig aus der Kunstwelt zurück.

## Rezeption
Zu Devis Bekanntheit trugen maßgeblich die Publikationen der österreichischen Kunsthistorikerin Stella Kramrisch (1896–1993) bei, die viele Jahre an der Universität von Kalkutta als Professorin für indische Kunst lehrte. Sie hob 1925 die „Reinheit“ und die „Neugeburt einer rein indischen Tradition“ hervor, mit der sich in den Arbeiten Devis' eine „fast abgebrochene künstlerische Tradition“ in einer eigenen Form widerspiegele – was gerade durch das Fehlen von künstlerischen Vorbildern und einer formalen Schulung ermöglicht worden sei.
Auch andere zeitgenössische Kritiker betonten die Eigenständigkeit und den individuellen Stil, der auch nicht – was nahegelegen hätte – von ihren Brüdern beeinflusst war.
Das Allgemeine Lexikon der bildenden Künstler des XX. Jahrhunderts bezeichnet sie als erste Künstlerin, die die „geistigen Werte der ‚Pats‘ [= Pattachitra, traditionelle Bildrollen] erkannte“ und sich auf den „einfarbigen zweidimensionalen, wesentlich linearen Stil“ rückbesann. Sie schaffe ihre Kompositionen ohne Anfertigung von Vorskizzen direkt aus der inneren Vorstellung. Ihre Motive sind mythologische Szenen aus der Mahabharata, Ramayana und der Puranas.
Bekannte Künstler wie Jamini Roy wurden später von den Arbeiten Devis' beeinflusst.

## Ausstellungen
Arbeiten von Sunayani Devi wurden unter anderen in folgenden Ausstellungen gezeigt:
- 1922: Bauhaus in Kalkutta,[13]  gleichzeitig die 14. Jahresausstellung der Indian Society of Oriental Art[14]
- 1926: Women‘s Club Society, London[2]
- 1927: Womens International Art Club, London[11][8]
- 2011: Rabindranath Tagore's Influence on Modern Indian Art. London, Nehru Centre[1][15]
- 2013: Das Bauhaus in Kalkutta. Dessau, Bauhaus-Museum[1]

## Werke in Museen
Arbeiten von Sunayani Devi wurden in den Sammlungen der folgenden großen indischen Museen aufgenommen:
- Indian Museum, Kalkutta
- National Gallery of Modern Art, Bengaluru
- Victoria Memorial Hall, Kalkutta
- National Gallery of Modern Art Neu-Delhi